# Geng Lijuan
Geng Lijuan (Hebei, 15 de Janeiro de 1963) é uma mesa-tenista chinesa que naturalizou-se canadense, vice-campeã Mundial (1985) e campeã pan-americana (1995).